# Royal Rumble (2013)
Royal Rumble (2011) a fost cea de-a douăzecișișasea ediție a pay-per-view-ului anual Royal Rumble organizat de WWE. Evenimentul s-a desfășurat pe data de 27 ianuarie 2013 în arena US Airways Center din Phoenix, Arizona.
Melodia originală a evenimentului a fost "Champion", interpretată de Clement Marfo & The Frontline.

## Rezultate
| No.                                                 | Rezultate                                                                                                  | Stipulație                                                       | Timp  |
| --------------------------------------------------- | --- | ---------------------------------------------------------------- | ----- |
| 1                                                   | Antonio Cesaro (c) l-a învins pe The Miz                                                                   | Meci simplu pentru WWE United States Championship                | 07:37 |
| 2                                                   | Alberto del Rio (c) (însoțit de Ricardo Rodriguez) l-a învins pe Big Show                                  | Meci Last Man Standing pentru WWE World Heavyweight Championship | 16:58 |
| 3                                                   | Team Hell No (Daniel Bryan și Kane) (c) i-au învins pe Team Rhodes Scholars (Cody Rhodes și Damien Sandow) | Meci pe echipe pentru WWE Tag Team Championship                  | 09:25 |
| 4                                                   | John Cena a câștigat eliminându-l pe Ryback                                                                | 2013 - Meci Royal Rumble de 30 de oameni                         | 55:05 |
| 5                                                   | The Rock l-a învins pe CM Punk (c) (însoțit de Paul Heyman)                                                | Meci simplu pentru WWE Championship                              | 23:20 |
| (c) – înseamnă campionii care-și pun titlul în meci | |                                                                  |       |

## Royal Rumble: intrări în meci și eliminări
| Nr. | Concurent       | Ordinea eliminări | Eliminat prin                                                    | Timp  | Eliminări |
| --- | --------------- | ----------------- | ---------------------------------------------------------------- | ----- | --------- |
| 1   | Dolph Ziggler   | 27                | Sheamus                                                          | 49:47 | 1         |
| 2   | Chris Jericho   | 25                | Dolph Ziggler                                                    | 47:53 | 2         |
| 3   | Cody Rhodes     | 12                | John Cena                                                        | 27:39 | 5         |
| 4   | Kofi Kingston   | 9                 | Cody Rhodes                                                      | 22:18 | 2         |
| 5   | Santino Marella | 1                 | Cody Rhodes                                                      | 00:55 | 0         |
| 6   | Drew McIntyre   | 2                 | Chris Jericho                                                    | 02:40 | 0         |
| 7   | Titus O'Neil    | 3                 | Sheamus                                                          | 07:30 | 0         |
| 8   | Goldust         | 5                 | Cody Rhodes                                                      | 09:41 | 0         |
| 9   | David Otunga    | 4                 | Sheamus                                                          | 04:24 | 0         |
| 10  | Heath Slater    | 11                | John Cena                                                        | 15:49 | 1         |
| 11  | Sheamus         | 28                | Ryback                                                           | 37:23 | 5         |
| 12  | Tensai          | 7                 | Kofi Kingston                                                    | 05:37 | 0         |
| 13  | Brodus Clay     | 6                 | Chris Jericho, Cody Rhodes, Darren Young, Heath Slater & Sheamus | 03:47 | 0         |
| 14  | Rey Mysterio    | 13                | Wade Barrett                                                     | 15:43 | 0         |
| 15  | Darren Young    | 8                 | Kofi Kingston                                                    | 02:51 | 1         |
| 16  | Bo Dallas       | 21                | Wade Barrett1                                                    | 21:42 | 1         |
| 17  | The Godfather   | 10                | Dolph Ziggler                                                    | 00:05 | 0         |
| 18  | Wade Barrett    | 20                | Bo Dallas                                                        | 20:34 | 2         |
| 19  | John Cena       | -                 | Câștigător                                                       | 26:39 | 4         |
| 20  | Damien Sandow   | 22                | Ryback                                                           | 16:26 | 0         |
| 21  | Daniel Bryan    | 16                | Antonio Cesaro & Kane2                                           | 07:55 | 2         |
| 22  | Antonio Cesaro  | 18                | John Cena                                                        | 08:50 | 1         |
| 23  | The Great Khali | 14                | Daniel Bryan & Kane                                              | 03:08 | 0         |
| 24  | Kane            | 15                | Daniel Bryan                                                     | 01:46 | 2         |
| 25  | Zack Ryder      | 17                | Randy Orton                                                      | 02:34 | 0         |
| 26  | Randy Orton     | 26                | Ryback                                                           | 10:20 | 1         |
| 27  | Jinder Mahal    | 19                | Sheamus                                                          | 02:10 | 0         |
| 28  | The Miz         | 24                | Ryback                                                           | 05:08 | 0         |
| 29  | Sin Cara        | 23                | Ryback                                                           | 03:27 | 0         |
| 30  | Ryback          | 29                | John Cena                                                        | 09:06 | 5         |